# Calloconophora vexator
Calloconophora vexator är en insektsart som beskrevs av Goding. Calloconophora vexator ingår i släktet Calloconophora och familjen hornstritar. Inga underarter finns listade i Catalogue of Life.